# 浦上浩
浦上 浩（うらがみ ひろし、1936年6月24日 - ）は、日本の経営者。リョービ相談役。同社社長、会長を務めた。

## 来歴・人物
広島県出身。東京で生まれ育ち、小学2年生だった1944年に父の郷里である広島県芦品郡岩谷村（現在の府中市目崎町）へ家族で移り住む。1955年広島県立府中高等学校を卒業、1959年に慶應義塾大学経済学部を卒業し、広島市にある大学の工学部の工業経営学科で学び、1960年1月、に菱備製作所(のちのリョービ)に入社した。1969年に取締役に就任し、1972年に父で創業者の浦上豊社長が急逝したことから二代目社長に就任。1980年から仕事の都合により再び東京に住む。1998年11月に藍綬褒章を受章。2004年に会長に就任し、2016年には相談役に就任。2011年2月から長男の浦上彰が同社三代目社長を務めている。

## 家族
- 父・浦上豊（菱備製作所 社長）
- 長男・浦上彰（リョービ 社長）